# Stenochiton
Stenochiton is een geslacht van keverslakken uit de familie van de Ischnochitonidae.

## Soorten
- Stenochiton cymodocealis Ashby, 1918
- Stenochiton longicymba (Dufresne MS, Blainville, 1825)
- Stenochiton nubilus (Cochran, 1993)
- Stenochiton pilsbryanus (Bednall, 1896)